# Gottfried von Rechede (Domherr, † 1271)
Gottfried von Rechede (* im 13. Jahrhundert; † August 1271) war Domherr in Münster.

## Leben
Gottfried von Rechede entstammte der münsterländischen ritterbürtigen Familie von Rechede, die ihren Ursprung Ende des 11. Jahrhunderts in der Landesburg Rechede bei Olfen hatte. Er war der Sohn des Ritters Heinrich von Rechede und dessen Gemahlin Gisla. 1267 findet er zusammen mit seiner Mutter und seinen Geschwistern urkundliche Erwähnung. Er war zu dieser Zeit noch kein Domherr, denn er trat das Amt erst im Jahre 1271 an; er starb bereits im August 1271.